# جورج كووي (سياسي)
جورج كووي (بالإنجليزية: George Cowie) هو فلاح وسياسي أمريكي، ولد في 25 أغسطس 1828، وتوفي في 17 فبراير 1904. انتخب عضو جمعية ولاية ويسكونسن.